# Nemška nogometna reprezentanca
Nemška nogometna reprezentanca predstavlja Nemčijo na mednarodnih nogometnih tekmovanjih in je pod vodstvom Nemške nogometne zveze , krovne organizacije za nogomet v Nemčiji.
Trenutni selektor je Julijan Nagelsmann, pomočnik Sandro Wagner, vodja ekipe Oliver Bierhoff in trener vratarjev Andreas Köpke.

## Dosežki
- Nemška reprezentanca leta 2018.
- Nemška reprezentanca po osvojitvi Svetovnega prvenstva leta 2014.

### Svetovno prvenstvo v nogometu
| Svetovno prvenstvo | Svetovno prvenstvo | Svetovno prvenstvo | Svetovno prvenstvo | Svetovno prvenstvo | Svetovno prvenstvo | Svetovno prvenstvo | Svetovno prvenstvo | Svetovno prvenstvo |                            | Kvalifikacije              | Kvalifikacije              | Kvalifikacije              | Kvalifikacije              | Kvalifikacije              | Kvalifikacije |
| Leto               | Krog               | Uvstitev           | Odg                | Z                  | N                  | P                  | DG                 | PG                 | Odg                        | Z                          | N                          | P                          | DG                         | PG                         |               |
| ------------------ | ------------------ | ------------------ | ------------------ | ------------------ | ------------------ | ------------------ | ------------------ | ------------------ | -------------------------- | -------------------------- | -------------------------- | -------------------------- | -------------------------- | -------------------------- | ------------- |
| 1930               | Niso sodelovali    | Niso sodelovali    | Niso sodelovali    | Niso sodelovali    | Niso sodelovali    | Niso sodelovali    | Niso sodelovali    | Niso sodelovali    | –                          | –                          | –                          | –                          | –                          | –                          |               |
| 1934               | Tretje mesto       | 3                  | 4                  | 3                  | 0                  | 1                  | 11                 | 8                  | 1                          | 1                          | 0                          | 0                          | 9                          | 1                          |               |
| 1938               | Prvi krog          | 10. mesto          | 2                  | 0                  | 1                  | 1                  | 3                  | 5                  | 3                          | 3                          | 0                          | 0                          | 11                         | 1                          |               |
| 1950               | Izključeni         | Izključeni         | Izključeni         | Izključeni         | Izključeni         | Izključeni         | Izključeni         | Izključeni         | –                          | –                          | –                          | –                          | –                          | –                          |               |
| 1954               | Svetovni prvaki    | 1                  | 6                  | 5                  | 0                  | 1                  | 25                 | 14                 | 4                          | 3                          | 1                          | 0                          | 12                         | 3                          |               |
| 1958               | Četrto mesto       | 4. mesto           | 6                  | 2                  | 2                  | 2                  | 12                 | 14                 | Kvalificiran kot gostitelj | Kvalificiran kot gostitelj | Kvalificiran kot gostitelj | Kvalificiran kot gostitelj | Kvalificiran kot gostitelj | Kvalificiran kot gostitelj |               |
| 1962               | četrtfinale        | 7. mesto           | 4                  | 2                  | 1                  | 1                  | 4                  | 2                  | 4                          | 4                          | 0                          | 0                          | 11                         | 5                          |               |
| 1966               | Svetovni podprvaki | 2                  | 6                  | 4                  | 1                  | 1                  | 15                 | 6                  | 4                          | 3                          | 1                          | 0                          | 14                         | 2                          |               |
| 1970               | Tretje mesto       | 3                  | 6                  | 5                  | 0                  | 1                  | 17                 | 10                 | 6                          | 5                          | 1                          | 0                          | 20                         | 3                          |               |
| 1974               | Svetovni prvaki    | 1                  | 7                  | 6                  | 0                  | 1                  | 13                 | 4                  | Kvalificiran kot gostitelj | Kvalificiran kot gostitelj | Kvalificiran kot gostitelj | Kvalificiran kot gostitelj | Kvalificiran kot gostitelj | Kvalificiran kot gostitelj |               |
| 1978               | četrtfinale        | 6. mesto           | 6                  | 1                  | 4                  | 1                  | 10                 | 5                  | Že kvalificiran            | Že kvalificiran            | Že kvalificiran            | Že kvalificiran            | Že kvalificiran            | Že kvalificiran            |               |
| 1982               | Svetovni podprvaki | 2                  | 7                  | 3                  | 2                  | 2                  | 12                 | 10                 | 8                          | 8                          | 0                          | 0                          | 33                         | 3                          |               |
| 1986               | Svetovni podprvaki | 2                  | 7                  | 3                  | 2                  | 2                  | 8                  | 7                  | 8                          | 5                          | 2                          | 1                          | 22                         | 9                          |               |
| 1990               | Svetovni prvaki    | 1                  | 7                  | 5                  | 2                  | 0                  | 15                 | 5                  | 6                          | 3                          | 3                          | 0                          | 13                         | 3                          |               |
| 1994               | četrtfinale        | 5. mesto           | 5                  | 3                  | 1                  | 1                  | 9                  | 7                  | Že kvalificiran            | Že kvalificiran            | Že kvalificiran            | Že kvalificiran            | Že kvalificiran            | Že kvalificiran            |               |
| 1998               | četrtfinale        | 7. mesto           | 5                  | 3                  | 1                  | 1                  | 8                  | 6                  | 10                         | 6                          | 4                          | 0                          | 23                         | 9                          |               |
| 2002               | Svetovni podprvaki | 2                  | 7                  | 5                  | 1                  | 1                  | 14                 | 3                  | 10                         | 6                          | 3                          | 1                          | 19                         | 12                         |               |
| 2006               | Tretje mesto       | 3                  | 7                  | 5                  | 1                  | 1                  | 14                 | 6                  | Kvalificiran kot gostitelj | Kvalificiran kot gostitelj | Kvalificiran kot gostitelj | Kvalificiran kot gostitelj | Kvalificiran kot gostitelj | Kvalificiran kot gostitelj |               |
| 2010               | Tretje mesto       | 3                  | 7                  | 5                  | 0                  | 2                  | 16                 | 5                  | 10                         | 8                          | 2                          | 0                          | 26                         | 5                          |               |
| 2014               | Svetovni prvaki    | 1                  | 7                  | 6                  | 1                  | 0                  | 18                 | 4                  | 10                         | 9                          | 1                          | 0                          | 36                         | 10                         |               |
| 2018               | Že kvalificiran    | Že kvalificiran    | Že kvalificiran    | Že kvalificiran    | Že kvalificiran    | Že kvalificiran    | Že kvalificiran    | Že kvalificiran    | 6                          | 6                          | 0                          | 0                          | 27                         | 1                          |               |
| 2022               | Že kvalificiran    | Že kvalificiran    | Že kvalificiran    | Že kvalificiran    | Že kvalificiran    | Že kvalificiran    | Že kvalificiran    | Že kvalificiran    |                            |                            |                            |                            |                            |                            |               |
| Skupaj             | 4 naslovi          | 18/20              | 106                | 66                 | 20*                | 20                 | 224                | 121                | 90                         | 70                         | 18                         | 2                          | 276                        | 67                         |               |

### Evropsko prvenstvo v nogometu
| Evropsko prvenstvo | Evropsko prvenstvo     | Evropsko prvenstvo    | Evropsko prvenstvo    | Evropsko prvenstvo    | Evropsko prvenstvo    | Evropsko prvenstvo    | Evropsko prvenstvo    | Evropsko prvenstvo    |                            | Kvalifikacije              | Kvalifikacije              | Kvalifikacije              | Kvalifikacije              | Kvalifikacije              | Kvalifikacije   |                 |
| Leto               | Krog                   | Uvstitev              | Odg                   | Z                     | N                     | P                     | DG                    | PG                    | Odg                        | Z                          | N                          | P                          | DG                         | PG                         |                 |                 |
| ------------------ | ---------------------- | --------------------- | --------------------- | --------------------- | --------------------- | --------------------- | --------------------- | --------------------- | -------------------------- | -------------------------- | -------------------------- | -------------------------- | -------------------------- | -------------------------- | --------------- | --------------- |
| 1960               | Niso sodelovali        | Niso sodelovali       | Niso sodelovali       | Niso sodelovali       | Niso sodelovali       | Niso sodelovali       | Niso sodelovali       | Niso sodelovali       | Niso sodelovali            | Niso sodelovali            | Niso sodelovali            | Niso sodelovali            | Niso sodelovali            | Niso sodelovali            | Niso sodelovali | Niso sodelovali |
| 1964               | Niso sodelovali        | Niso sodelovali       | Niso sodelovali       | Niso sodelovali       | Niso sodelovali       | Niso sodelovali       | Niso sodelovali       | Niso sodelovali       | Niso sodelovali            | Niso sodelovali            | Niso sodelovali            | Niso sodelovali            | Niso sodelovali            | Niso sodelovali            | Niso sodelovali | Niso sodelovali |
| 1968               | Niso se kvalificirali  | Niso se kvalificirali | Niso se kvalificirali | Niso se kvalificirali | Niso se kvalificirali | Niso se kvalificirali | Niso se kvalificirali | Niso se kvalificirali | 4                          | 2                          | 1                          | 1                          | 9                          | 2                          |                 |                 |
| 1972               | Evropski prvaki        | 1                     | 2                     | 2                     | 0                     | 0                     | 5                     | 1                     | 8                          | 5                          | 3                          | 0                          | 13                         | 3                          |                 |                 |
| 1976               | Svetovni podprvaki     | 2                     | 2                     | 1                     | 1*                    | 0                     | 6                     | 4                     | 8                          | 4                          | 4                          | 0                          | 17                         | 5                          |                 |                 |
| 1980               | Evropski prvaki        | 1                     | 4                     | 3                     | 1                     | 0                     | 6                     | 3                     | 6                          | 4                          | 2                          | 0                          | 17                         | 1                          |                 |                 |
| 1984               | četrtfinale            | 5. mesto              | 3                     | 1                     | 1                     | 1                     | 2                     | 2                     | 8                          | 5                          | 1                          | 2                          | 15                         | 5                          |                 |                 |
| 1988               | Tretje mesto           | 3                     | 4                     | 2                     | 1                     | 1                     | 6                     | 3                     | Kvalificiran kot gostitelj | Kvalificiran kot gostitelj | Kvalificiran kot gostitelj | Kvalificiran kot gostitelj | Kvalificiran kot gostitelj | Kvalificiran kot gostitelj |                 |                 |
| 1992               | Svetovni podprvaki     | 2                     | 5                     | 2                     | 1                     | 2                     | 7                     | 8                     | 6                          | 5                          | 0                          | 1                          | 13                         | 4                          |                 |                 |
| 1996               | Evropski prvaki        | 1                     | 6                     | 4                     | 2*                    | 0                     | 10                    | 3                     | 10                         | 8                          | 1                          | 1                          | 27                         | 10                         |                 |                 |
| 2000               | tekmovanje po skupinah | 16. mesto             | 3                     | 0                     | 1                     | 2                     | 1                     | 5                     | 8                          | 6                          | 1                          | 1                          | 20                         | 4                          |                 |                 |
| 2004               | tekmovanje po skupinah | 12. mesto             | 3                     | 0                     | 2                     | 1                     | 2                     | 3                     | 8                          | 5                          | 3                          | 0                          | 13                         | 4                          |                 |                 |
| 2008               | Svetovni podprvaki     | 2                     | 6                     | 4                     | 0                     | 2                     | 10                    | 7                     | 12                         | 8                          | 3                          | 1                          | 35                         | 7                          |                 |                 |
| 2012               | Tretje mesto           | 3                     | 5                     | 4                     | 0                     | 1                     | 10                    | 6                     | 10                         | 10                         | 0                          | 0                          | 34                         | 7                          |                 |                 |
| 2016               | Tretje mesto           | 3                     | 6                     | 3                     | 2*                    | 1                     | 7                     | 3                     | 10                         | 7                          | 1                          | 2                          | 24                         | 9                          |                 |                 |
| 2020               | Že kvalificirani       | Že kvalificirani      | Že kvalificirani      | Že kvalificirani      | Že kvalificirani      | Že kvalificirani      | Že kvalificirani      | Že kvalificirani      |                            |                            |                            |                            |                            |                            |                 |                 |
| Skupaj             | 3 naslovi              | 12/15                 | 49                    | 26                    | 12*                   | 11                    | 72                    | 48                    | 98                         | 69                         | 20                         | 9                          | 237                        | 61                         |                 |                 |

### Pokal konfederacij
| Pokal konfederacj | Pokal konfederacj     | Pokal konfederacj     | Pokal konfederacj     | Pokal konfederacj     | Pokal konfederacj     | Pokal konfederacj     | Pokal konfederacj     | Pokal konfederacj     |
| Leto              | Krog                  | Uvstitev              | Odg                   | Z                     | N                     | P                     | DG                    | PG                    |
| ----------------- | --------------------- | --------------------- | --------------------- | --------------------- | --------------------- | --------------------- | --------------------- | --------------------- |
| 1992              | Niso sodelovali       | Niso sodelovali       | Niso sodelovali       | Niso sodelovali       | Niso sodelovali       | Niso sodelovali       | Niso sodelovali       | Niso sodelovali       |
| 1995              | Niso se kvalificirali | Niso se kvalificirali | Niso se kvalificirali | Niso se kvalificirali | Niso se kvalificirali | Niso se kvalificirali | Niso se kvalificirali | Niso se kvalificirali |
| 1997              | Niso sodelovali       | Niso sodelovali       | Niso sodelovali       | Niso sodelovali       | Niso sodelovali       | Niso sodelovali       | Niso sodelovali       | Niso sodelovali       |
| 1999              | četrtfinale           | 5. mesto              | 3                     | 1                     | 0                     | 2                     | 2                     | 6                     |
| 2001              | Niso se kvalificirali | Niso se kvalificirali | Niso se kvalificirali | Niso se kvalificirali | Niso se kvalificirali | Niso se kvalificirali | Niso se kvalificirali | Niso se kvalificirali |
| 2003              | Niso sodelovali       | Niso sodelovali       | Niso sodelovali       | Niso sodelovali       | Niso sodelovali       | Niso sodelovali       | Niso sodelovali       | Niso sodelovali       |
| 2005              | Tretje mesto          | 3                     | 5                     | 3                     | 1                     | 1                     | 15                    | 11                    |
| 2009              | Niso se kvalificirali | Niso se kvalificirali | Niso se kvalificirali | Niso se kvalificirali | Niso se kvalificirali | Niso se kvalificirali | Niso se kvalificirali | Niso se kvalificirali |
| 2013              | Niso se kvalificirali | Niso se kvalificirali | Niso se kvalificirali | Niso se kvalificirali | Niso se kvalificirali | Niso se kvalificirali | Niso se kvalificirali | Niso se kvalificirali |
| 2017              | Prvaki                | 1                     | 5                     | 4                     | 1                     | 0                     | 12                    | 5                     |
| 2021              | Že kvalificirani      | Že kvalificirani      | Že kvalificirani      | Že kvalificirani      | Že kvalificirani      | Že kvalificirani      | Že kvalificirani      | Že kvalificirani      |
| Skupaj            | 1 naslov              | 3/10                  | 13                    | 8                     | 2                     | 3                     | 29                    | 22                    |

## Medalje
| Tekmovanje         | 1 ! | 2 ! | 3 ! | Skupaj |
| ------------------ | --- | --- | --- | ------ |
| Svetovno prvenstvo | 4   | 4   | 4   | 12     |
| Evropsko prvenstvo | 3   | 3   | 3   | 9      |
| Pokal konfederacij | 1   | 0   | 1   | 2      |
| Skupaj             | 8   | 7   | 8   | 23     |

## Moštvo na Svetovnem prvenstvu v nogometu 2018
Selektor: Joachim Löw
| Št. | Položaj | Igralec               | Datum rojstva (starost) | Nastopi | Zadetki | Klub                     |
| --- | ------- | --------------------- | ----------------------- | ------- | ------- | ------------------------ |
| 1   | GK      | Manuel Neuer          | 27. marec 1986          | 76      | 0       | Bayern Munich            |
| 12  | GK      | Kevin Trapp           | 8. julij 1990           | 3       | 0       | Paris Saint-Germain      |
| 22  | GK      | Marc-André ter Stegen | 30. april 1992          | 20      | 0       | Barcelona                |
|     |         |                       |                         |         |         |                          |
| 2   | DF      | Marvin Plattenhardt   | 26. januar 1992         | 6       | 0       | Hertha BSC               |
| 3   | DF      | Jonas Hector          | 27. maj 1990            | 38      | 3       | 1. FC Köln               |
| 4   | DF      | Matthias Ginter       | 19. januar 1994         | 18      | 0       | Borussia Mönchengladbach |
| 5   | DF      | Mats Hummels          | 16. december 1988       | 64      | 5       | Bayern Munich            |
| 15  | DF      | Niklas Süle           | 3. september 1995       | 11      | 0       | Bayern Munich            |
| 16  | DF      | Antonio Rüdiger       | 3. marec 1993           | 24      | 1       | Chelsea                  |
| 17  | DF      | Jérôme Boateng        | 3. september 1988       | 71      | 1       | Bayern Munich            |
| 18  | DF      | Joshua Kimmich        | 8. februar 1995         | 29      | 3       | Bayern Munich            |
|     |         |                       |                         |         |         |                          |
| 6   | MF      | Sami Khedira          | 4. april 1987           | 75      | 7       | Juventus                 |
| 7   | MF      | Julian Draxler        | 20. september 1993      | 44      | 6       | Paris Saint-Germain      |
| 8   | MF      | Toni Kroos            | 4. januar 1990          | 83      | 12      | Real Madrid              |
| 10  | MF      | Mesut Özil            | 15. oktober 1988        | 90      | 23      | Arsenal                  |
| 14  | MF      | Leon Goretzka         | 6. februar 1995         | 15      | 6       | Schalke 04               |
| 19  | MF      | Sebastian Rudy        | 28. februar 1990        | 25      | 1       | Bayern Munich            |
| 20  | MF      | Julian Brandt         | 2. maj 1996             | 16      | 1       | Bayer Leverkusen         |
| 21  | MF      | İlkay Gündoğan        | 24. oktober 1990        | 26      | 4       | Manchester City          |
|     |         |                       |                         |         |         |                          |
| 9   | FW      | Timo Werner           | 6. marec 1996           | 14      | 8       | RB Leipzig               |
| 11  | FW      | Marco Reus            | 31. maj 1989            | 31      | 9       | Borussia Dortmund        |
| 13  | FW      | Thomas Müller         | 13. september 1989      | 91      | 38      | Bayern Munich            |
| 23  | FW      | Mario Gómez           | 10. julij 1985          | 75      | 31      | VfB Stuttgart            |